# Договор хранения
По договору хранения одна сторона (хранитель) обязуется хранить вещь, переданную ей другой стороной (поклажедателем), и возвратить эту вещь в сохранности (п.1 ст. 886 ГК РФ).
Гражданский кодекс Российской Федерации достаточно подробно описывает правила, регламентирующие отношения в сфере договоров хранения имущества. Наряду с общими положениями (§ 1 гл.47 ГК РФ), относящимися ко всем видам договора хранения, гражданский кодекс включает правила, посвященные хранению на товарном складе, ответственному хранению (§ 2 гл.47 ГК РФ) и специальным видам хранения (§ 3 гл.47 ГК РФ).
По общему правилу договор хранения является реальным. Существует ряд особенностей договора хранения: в тех случаях, когда договор заключается с профессиональным хранителем, он может быть построен как консенсуальный (вещь передается в предусмотренный образцом договора хранения срок). Ещё одна особенность договора хранения то, что договор хранения может быть как возмездным или безвозмездным, односторонним или двусторонним, все зависит от условий, которые согласовали стороны в тексте образца договора хранения.
Договор хранения может быть элементом другого договора (договора перевозки, поставки и пр.), в этом случае к отношениям сторон по хранению вещи применяются нормы о договоре хранения.
Сторонами договора хранения являются поклажедатель и хранитель. Поклажедателем может быть любое физическое или юридическое лицо, в том числе не обязательно собственник имущества, но и иное управомоченное лицо. В отдельных случаях сдавать имущество на хранение могут лишь определенные лица, например, только проживающие в гостинице постояльцы. В качестве хранителей могут также выступать как граждане, так и юридические лица: принимать имущество на хранение могут любые из них, если только их учредительные документы этого прямо не исключают. Вместе с тем для заключения отдельных видов договоров хранения и для хранения отдельных видов имущества требуется наличие специальной лицензии.